# هارولد سميث
هارولد سميث (بالإنجليزية: Harold Jacob Smith)‏ (و. 1912 – 1970 م) هو ممثل، وكاتب سيناريو، من الولايات المتحدة الأمريكية، ولد في مدينة نيويورك، توفي في لوس أنجلوس، عن عمر يناهز 58 عاماً.

## جوائز وترشيحات
حصل على جوائز منها:
- جائزة الأوسكار لأفضل كتابة "سيناريو أصلي"، عن عمل: المتحديان
- جائزة إدغار.

ترشح لـ:
- جائزة الأوسكار لأفضل كتابة "سيناريو أصلي"، عن عمل: المتحديان
- جائزة الأوسكار لأفضل كتابة "سيناريو مقتبس"، عن عمل: Inherit the Wind (1960 film) [الإنجليزية]‏.

## وصلات خارجية
- هارولد سميث على موقع IMDb (الإنجليزية)
- هارولد سميث على موقع قاعدة بيانات الأفلام السويدية (السويدية)
- هارولد سميث على موقع قاعدة بيانات الفيلم (الإنجليزية)